# Pieter de Graaf

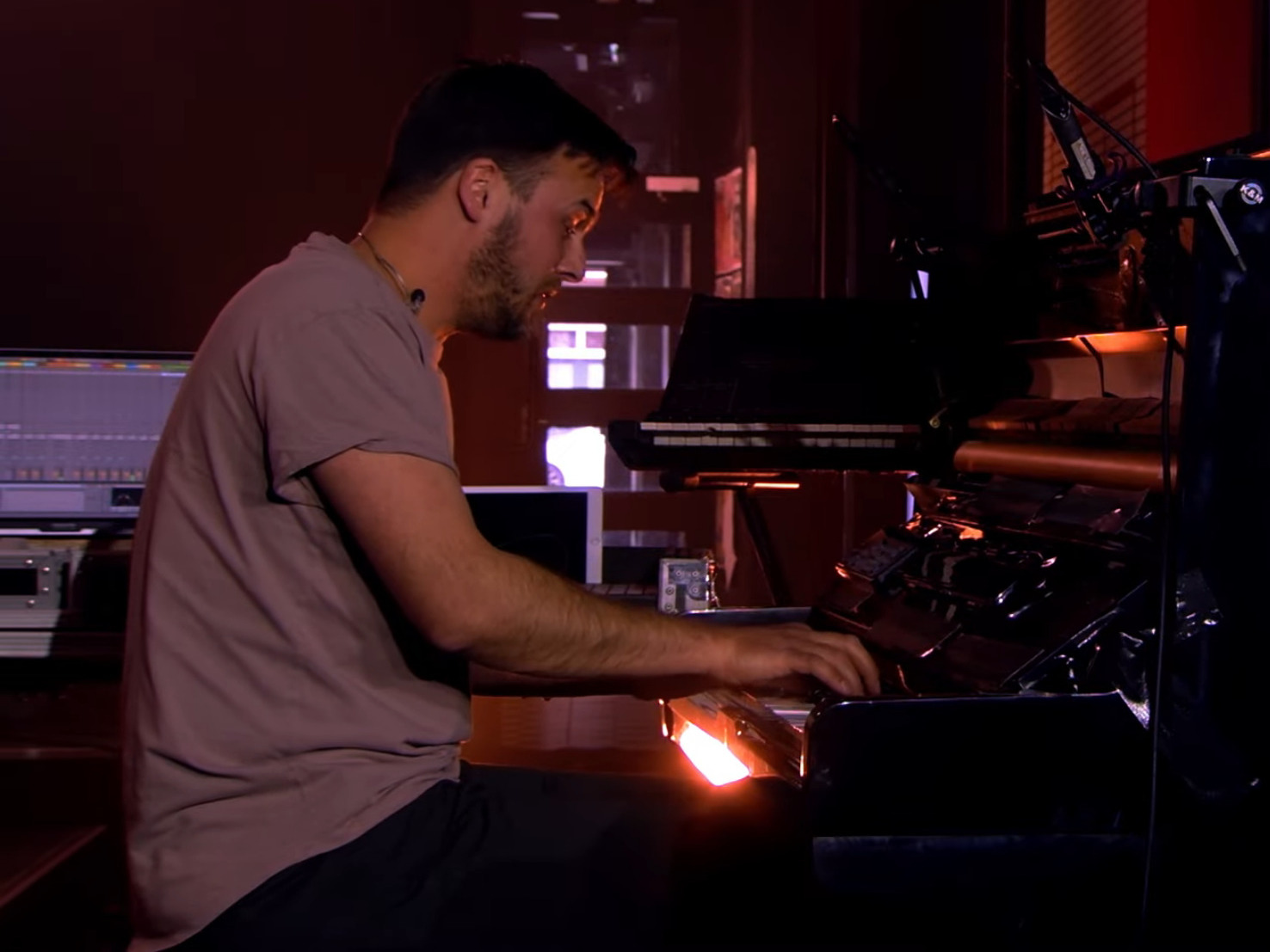
Pieter de Graaf (2021)

Pieter de Graaf (* 27. August 1980 in Utrecht) ist ein niederländischer Jazzpianist, Komponist, Produzent und Arrangeur.

## Leben und Wirken
De Graaf wurde als Kind von seinem Vater inspiriert, der Bach, Chopin oder die Beatles spielte. Er absolvierte eine Konservatoriumsausbildung zum Jazzpianisten. In seiner Jugend wurde er von Herbie Hancocks The New Standard und am Konservatorium von der Musik von Keith Jarrett beeinflusst. Seitdem spielte er in verschiedenen Bands und mit verschiedenen Künstlern im In- und Ausland, darunter Wouter Hamel, Illicit, Sandra van Nieuwland, Conny Janssen Danst, Anne van Veen, Dorona Alberti, The Kyteman Orchestra und seinem eigenen Pieter de Graaf Trio.

## Preise und Auszeichnungen
De Graafs EP Vortex wurde 2020 in den Niederlanden mit einem Edison in der Sparte Neoklassik ausgezeichnet.

## Diskografie
| Künstler              | Titel                               | Jahr |
| --------------------- | ----------------------------------- | ---- |
| Illicit               | Cheap Propaganda                    | 2007 |
|                       | Phase 3 (Vinyl)                     | 2007 |
| Wouter Hamel          | Hamel                               | 2007 |
|                       | Nobody’s Tune                       | 2009 |
|                       | One More Time on the Merry-go-round | 2010 |
| Sandra van Nieuwland  | Banging on the doors of love        | 2013 |
| The Kyteman Orchestra | The Kyteman Orchestra               | 2011 |
|                       | The Hermit Sessions                 | 2013 |
|                       | The Jam Sessions                    | 2015 |
| Pieter de Graaf Trio  | Introducing                         | 2009 |
| Pieter de Graaf       | Prologue (EP)                       | 2018 |
|                       | Fermata                             | 2019 |
|                       | Vortex (EP)                         | 2019 |
|                       | Home Sweet Home (Single)            | 2020 |
|                       | Equinox                             | 2021 |